# Catoptria luctiferella
Catoptria luctiferella là một loài bướm đêm thuộc họ Crambidae. Nó được tìm thấy ở châu Âu.

## Hình ảnh

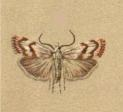